# В'ячеслав Ворон
В'чеслав Ворон (справжнє прізвище:Чорний, народився 21 жовтня 1967, в м. Маріуполь) — автор-виконавець російського шансону, та українського шансону, музичний продюсер, кліпмейкер.
Автор понад 60 пісень у стилях шансон та дворова романтика.

## Біографія
Народився 21 жовтня 1967 року в місті Маріуполі, що в України. Навчався в ЗОШ № 4 м. Маріуполя. У 9 років почав навчатися в музичній студії по класу акордеона. Через рік вступив до музичної школи. Самостійно освоїв техніку гри на  гітарі. Закінчивши восьмий клас загальноосвітньої школи, вступив до Індустріальний технікум, де відразу був зарахований в ансамбль гітаристів. Приблизно в цей же час, В'ячеслава запрошують до вокально-інструментальну групу при ДК Коксохімзаводу. У 1987 році закликають в армію, де він створює групу «Акція» і протягом двох років виступає на гарнізонних майданчиках і на випускних вечорах дітей офіцерів. Демобілізувавшись у 1989 році, В'ячеслав вступив до Московського інституту сталі і сплавів. Але творчість не кидав. Писав пісні, вірші, брав участь у самодіяльності інституту. У 1996 році записав перший альбом «Забери мене мати ...» і з цього моменту починається творчий шлях у шансоні.

## Альбоми
- «Забери меня мать…» (1996)
- Петлюра — «Прощальный альбом» (1996)
- «Красные трамвайчики» (1998)
- «Душа жиганская» (1998)
- «Не дави на газ» (1999)
- «Эшелон» Лучшие песни (2000)

## Кліпи
- Жизнь блатная моя
- На волю
- Маріуполь[1]
- Уезжают на гражданку дембеля[2]

## Виноски
1. ↑  відеокліп. Архів оригіналу за 18 листопада 2009. Процитовано 14 травня 2011.
2. ↑  відеокліп. Архів оригіналу за 4 січня 2010. Процитовано 14 травня 2011.